# Cuisery
Cuisery är en kommun i departementet Saône-et-Loire i regionen Bourgogne-Franche-Comté i östra Frankrike. Kommunen ligger i kantonen Cuisery som tillhör arrondissementet Louhans. År 2022 hade Cuisery 1 580 invånare.

## Befolkningsutveckling
Antalet invånare i kommunen Cuisery
| Referens: INSEE |